# Fußball-Oberliga Westfalen 1983/84
Die Fußball-Oberliga Westfalen 1983/84 war die sechste Spielzeit der Oberliga Westfalen. Meister wurde der FC Gütersloh mit einem Punkt Vorsprung auf Eintracht Hamm-Heesen. In der Aufstiegsrunde zur 2. Bundesliga wurde Gütersloh Vierter in der Nordgruppe und verpasste dadurch den Aufstieg. Vizemeister Hamm-Heesen nahm an der Amateurmeisterschaft teil und unterlag im Finale mit 1:4 gegen den Offenburger FV. Die Abstiegsränge belegten SuS Hüsten 09 und der SV Langendreer 04. Aus der Verbandsliga stiegen der VfL Reken und DJK Hellweg Lütgendortmund auf. Eintracht Hamm-Heesen benannte sich zur Saison 1984/85 in SC Eintracht Hamm um.
Das Spiel SpVgg Erkenschwick gegen FC Gohfeld (1:0) wurde wegen des Einsatzes des nicht spielberechtigten Michael Vatheuer mit 2:0 für Gohfeld gewertet. Das Spiel 1. FC Paderborn gegen TuS Schloß Neuhaus von 15. Januar 1984 musste nach 65 Minuten beim Stand von 0:0 wegen eines heftigen Gewitters abgebrochen werden und wurde am 19. April 1984 wiederholt.

## Teilnehmer
Für die Spielzeit 1983/84 hatten sich folgende Vereine sportlich qualifiziert:
- der Absteiger aus der 2. Bundesliga 1982/83
  - TuS Schloß Neuhaus
- die verbliebenen Mannschaften aus der Oberliga Westfalen 1982/83:
  - Eintracht Hamm-Heessen
  - Rot-Weiß Lüdenscheid
  - Preußen Münster
  - SuS Hüsten 09
  - Sportfreunde Siegen
  - FC Gütersloh
  - ASC Schöppingen
  - VfB Waltrop
  - DSC Wanne-Eickel
  - SpVgg Erkenschwick
  - SC Herford
  - 1. FC Paderborn
  - VfL Bochum Amateure
  - Hammer SpVg
  - Westfalia Herne
- die Aufsteiger aus den beiden Staffeln der Verbandsliga Westfalen 1982/83:
  - FC Gohfeld (Staffel 1)
  - SV Langendreer 04 (Staffel 2)

## Abschlusstabelle
| Pl. | Verein                    | Sp. | S  | U  | N  | Tore    | Diff. | Punkte |
| --- | ------------------------- | --- | -- | -- | -- | ------- | ----- | ------ |
| 1.  | FC Gütersloh              | 34  | 21 | 9  | 4  | 066:410 | +25   | 51:17  |
| 2.  | Eintracht Hamm-Heesen (M) | 34  | 22 | 6  | 6  | 081:360 | +45   | 50:18  |
| 3.  | Preußen Münster           | 34  | 18 | 8  | 8  | 070:490 | +21   | 44:24  |
| 4.  | VfB Waltrop               | 34  | 18 | 6  | 10 | 068:370 | +31   | 42:26  |
| 5.  | TuS Schloß Neuhaus (A)    | 34  | 14 | 10 | 10 | 058:510 | +7    | 38:30  |
| 6.  | SC Herford                | 34  | 13 | 10 | 11 | 058:600 | −2    | 36:32  |
| 7.  | SpVgg Erkenschwick        | 34  | 15 | 5  | 14 | 049:400 | +9    | 35:33  |
| 8.  | DSC Wanne-Eickel          | 34  | 11 | 13 | 10 | 054:510 | +3    | 35:33  |
| 9.  | 1. FC Paderborn           | 34  | 13 | 9  | 12 | 047:480 | −1    | 35:33  |
| 10. | Rot-Weiss Lüdenscheid     | 34  | 13 | 7  | 14 | 053:510 | +2    | 33:35  |
| 11. | VfL Bochum Am.            | 34  | 14 | 4  | 16 | 061:540 | +7    | 32:36  |
| 12. | ASC Schöppingen           | 34  | 9  | 13 | 12 | 052:570 | −5    | 31:37  |
| 13. | Sportfreunde Siegen       | 34  | 11 | 7  | 16 | 059:660 | −7    | 29:39  |
| 14. | Hammer SpVg               | 34  | 10 | 8  | 16 | 046:610 | −15   | 28:40  |
| 15. | FC Gohfeld (N)            | 34  | 9  | 10 | 15 | 043:610 | −18   | 28:40  |
| 16. | Westfalia Herne           | 34  | 7  | 13 | 14 | 039:610 | −22   | 27:41  |
| 17. | SuS Hüsten 09             | 34  | 5  | 11 | 18 | 044:740 | −30   | 21:47  |
| 18. | SV Langendreer 04 (N)     | 34  | 4  | 9  | 21 | 026:760 | −50   | 17:51  |

| (M) | Titelverteidiger                        |
| (A) | Absteiger aus der 2. Bundesliga 1982/83 |
| (N) | Aufsteiger aus der Verbandsliga 1982/83 |

## Der Nettoliga-Skandal
Überschattet wurde die Saison vom so genannten Nettoliga-Skandal, in den der Meister FC Gütersloh verwickelt war. Der Rietberger Mäzen Heinz Steinkamp lockte die Ex-Profis Volker Graul und Roland Peitsch von Arminia Bielefeld in das Heidewaldstadion. Ohne Wissen des Vereins verdienten beide als „Pseudo-Amateure“ statutenwidrige Gehälter auf Zweitliganiveau. Statt der erlaubten 700 Mark pro Monat soll Graul 180.000 Mark und Peitsch 50.000 Mark netto pro Saison verdient haben. Darüber hinaus erhielten 13 Spieler einen neuen BMW. Der FC Gütersloh wurde von Seiten der Presse als „Schlaraffenland der Fußball-Amateure“ bezeichnet. Insgesamt soll Steinkamp rund vier Millionen Mark in den Verein investiert haben. Nachdem Steinkamps Firma in Konkurs ging und Schulden in Millionenhöhe hinterließ, konnten die Gehälter nicht mehr gezahlt werden. Daraufhin verklagten Graul und Peitsch den Verein auf Zahlung der mit Steinkamp vereinbarten Gehälter.
In erster Instanz des so genannten Nettoliga-Prozesses wurde der Verein in der Sportschule Kaiserau zum Zwangsabstieg in die Verbandsliga sowie Graul und Peitsch zu jeweils dreijährigen Spielsperren verurteilt. Für die Revision wurde der Jurist Reinhard Rauball für ein Honorar in Höhe von 5.000 Mark engagiert. In zweiter Instanz wurde der Zwangsabstieg in einen Abzug von 25 Punkten umgewandelt, während die Sperren gegen die Spieler bestehen blieben. Nach der Verkündung des neuen Urteils brachen heftige Tumulte aus. Der Verein zog schließlich vor das DFB-Sportgericht, das sowohl den Punktabzug als auch die Spielersperren aufhob und lediglich eine Geldstrafe gegen den Verein aussprache. Nach diesem Prozess änderte der DFB das Amateurstatut.